# Al-Hijr (sura)
Al-Hijr (Il Luogo Roccioso) è la quindicesima Sura del Corano, una sura meccana composta da 99 versetti. Prende il nome dal versetto 80, che fa riferimento alla gente di Al-Hijr, un luogo identificato con l'odierna regione archeologica di Al-Hijr (Mada'in Salih) in Arabia Saudita, abitata anticamente dalla tribù dei Thamud. La sura tratta temi di fede, rivelazione divina, la creazione dell'uomo, e storie di profeti per enfatizzare la misericordia e la giustizia di Allah.

## Contenuto

### Introduzione e Verità della Rivelazione
Versetti 1-9: La sura inizia affermando la natura del Corano come libro rivelato e chiaro, sottolineando che quelli che rifiutano la rivelazione avranno un destino amaro. Si evidenzia che il Corano è protetto da Allah e quindi immune alla corruzione.

### La Creazione e il Destino dell'Umanità
Versetti 10-25: La sura prosegue con una riflessione sulla creazione dell'uomo e del cosmo. Viene menzionata la creazione di Adamo e la ribellione di Iblis (Satana) che rifiutò di prosternarsi davanti ad Adamo. Questo episodio illustra l'origine del male e il libero arbitrio concesso agli esseri umani.

### La Resistenza dei Miscredenti e il Destino delle Tribù Antiche
Versetti 26-44: Viene discussa la reazione dei miscredenti che deridono i messaggi divini e i profeti. La sura richiama le storie delle antiche tribù distrutte per la loro incredulità e ribellione, come il popolo di Thamud e la gente di Al-Hijr. Queste storie servono come avvertimenti per i miscredenti contemporanei.

### Le Storie dei Profeti
Versetti 45-79: La sura narra brevemente le storie di alcuni profeti, tra cui Lot (Lut) e Abramo (Ibrahim). Viene descritto il destino dei popoli che hanno rifiutato i loro messaggi, sottolineando la giustizia e la punizione divina.

### Riflessioni sulla Natura e la Misericordia di Allah
Versetti 80-99: La sura conclude con riflessioni sulla natura, come il ciclo della vita e della morte, e l'importanza della misericordia di Allah. Viene esortato il Profeta Muhammad a perseverare nella sua missione, ricordando che la misericordia di Allah è sempre presente per i credenti.
(Ayat 80-84)

## Analisi
La Sura Al-Hijr è significativa per la sua enfasi sulla protezione divina del Corano, la creazione dell'uomo e l'importanza del libero arbitrio. Le storie delle antiche tribù e dei profeti servono a ricordare ai credenti la necessità di rimanere fedeli al messaggio divino e di non cedere alla ribellione e all'incredulità.
La sura offre conforto al Profeta Muhammad e ai suoi seguaci, esortandoli alla perseveranza e alla fiducia nella misericordia di Allah. La Sura Al-Hijr, con le sue riflessioni sulla natura e le storie dei profeti, fornisce una guida morale e spirituale, invitando i credenti a riflettere sulle lezioni del passato per evitare gli errori delle generazioni precedenti e vivere secondo i principi della fede islamica.